# Ver van familie (film)
Ver van familie is een Nederlandse film uit 2008 van Marion Bloem. De film is gebaseerd op het gelijknamige boek van Marion Bloem uit 1999.
De film werd opgenomen in Amsterdam, Radio Kootwijk en New York.

## Verhaal
De in Amerika wonende Barbie (Terence Schreurs) is zoekend naar zichzelf na de dood van haar stiefmoeder. Dan krijgt ze te horen dat haar oma (Anneke Grönloh) in Nederland ernstig ziek is en probeert ze naar Nederland te komen. Echter de familie aldaar zit niet op haar te wachten, ze denken door een voorval vanuit het verleden dat het weerzien tussen Oma en Barbie een extra druk op Oma Em geeft.

## Rolverdeling
- Terence Schreurs ... Barbie König
- Anneke Grönloh ... Oma Em
- Gepke Witteveen ... Joyce
- Joep van der Geest ... Jacques
- Jaro Wolff ... Raymond
- Ilse Bloem ... Daisy
- Luc Prawoto ... Boy
- Jonathan De Weers ... Peti
- Mary-Lou Kerver-Berends ... Meg
- Janina Pakasi ... Aisha
- Yola Geldtmeijer ... Louise
- Grace Bernardus ... Paula
- Riem de Wolff ... Lex
- Katja Schuurman ... Denise
- Camilla Siegertsz ... Astrid
- Leona Philippo ... Filonia
- Casper Lammerts van Bueren ... jongen
- Charlotte Zandstra ... tante
- Adriaan Wetzel ... oom
- Cesar Ansems ... jongen
- Maurits Ansems ... jongen